# ONE冠軍賽
ONE冠軍賽（ONE Championship，原名ONE Fighting Championship或ONE FC）是一家总部位于新加坡的综合格斗（MMA）、泰拳和跆拳道推广組織，由企业家查特里·西尤堂和前ESPN Star Sports高级主管崔伟德于2011年7月14日发起。ONE冠军赛受到红杉资本、新加坡政府投资公司、淡马锡控股、Iconiq资本（Iconiq Capital）、Mission控股（Mission Holdings）和Greenoaks资本（Greenoaks Capital）等機構投資。ONE冠軍賽舉辦的第一场赛事于2011年9月3日在新加坡室内体育馆举行。